# Ambohitrony
Ambohitrony é uma comuna de Madagascar, pertencente ao distrito de Manjakandriana, na região de Analamanga. Sua população, segundo o censo de 2001, era de aproximadamente 2 000 habitantes.